# Remi Schrijnen
Remi (soms 'Remy') Schrijnen (Kumtich, 24 december 1921 - Hagen, 27 juli 2006) was een Belgisch (Vlaams) vrijwilliger bij het Vlaams Legioen van de Waffen SS. Hij werd als een van de weinige buitenlandse vrijwilligers gedecoreerd met het Ridderkruis van het IJzeren Kruis.
Schrijnen was voor de Tweede Wereldoorlog al een fervent Vlaams nationalist en lid van het Vlaams Nationaal Verbond. Tijdens de oorlog werkte hij eerst in Beieren en probeerde zich te registreren bij de Waffen-SS toen Nazi-Duitsland de Sovjet-Unie binnenviel. Daar werd hij echter afgekeurd omdat hij te klein was. Daarna gaf hij zich op als vrijwilliger bij de Duitse bergtroepen, waar hij in 1942 zijn opleiding begon. Op 1 augustus 1942 werd hij echter overgeplaatst naar de Waffen-SS. In het Vlaams Legioen was Schrijnen in 1942 loopjongen aan het oostfront in de regio Leningrad.
In de Waffen-SS bereikte Schrijnen de rang van SS-Unterscharführer (sergeant) in de 6. SS-Freiwilligen-Sturmbrigade "Langemarck". Hij wist bij Narva geheel alleen meerdere (tussen de 7 en 11) Russische tanks te vernietigen. Daarvoor ontving hij zijn Ridderkruis van het IJzeren Kruis. Hij droeg ook het Infanterie-Sturmabzeichen en het Gewondeninsigne 1939 in Goud.
Schrijnen overleefde de oorlog en werd krijgsgevangen gemaakt. Hij werd wegens landverraad ter dood veroordeeld, maar kreeg gratie en werd in 1950 voorwaardelijk weer vrijgelaten. Hij nam in België desondanks deel aan zogenaamde 'amnestiemarsen' waarin de vrijlating van collaborateurs werd geëist. Deze betogingen eindigden regelmatig in rellen en geweld. Schrijnen verdween weer voor twee jaar achter de tralies. Later emigreerde hij naar de Bondsrepubliek Duitsland. Door dienst te nemen in het Duitse leger, was hij Duits staatsburger geworden. In rechts-radicale kringen werd Schrijnen bewonderd en kreeg hij de bijnaam 'de laatste ridder van Vlaanderen'. Dat is ook de titel van een boek dat in 1998 over hem verscheen.

## Decoraties
- Ridderkruis van het IJzeren Kruis op 21 september 1944 als SS-Sturmmann en Richt-Schütze in de 3. Kompanie/SS-Freiwilligen-Sturmbrigade, oostfront[1][2]
- IJzeren Kruis 1939, 1e Klasse (3 augustus 1944) en 2e Klasse (25 mei 1944)[1]
- Gewondeninsigne 1939 in goud[1]
- Storminsigne van de Infanterie in zilver[1]
- Rex partij Ere-badge[1]
- Trouwkenteken R. Tollenaere[1]